# 阿根廷私人航空3142号班机空难
阿根廷私人航空3142号班机於當地時間1999年8月31日8:55起飛，但飛機因為組員沒有放襟翼並且忽略警告，最後飛機以150節，衝出機場圍欄並且撞毀8輛在機場週邊道路的車輛，最後撞擊道路工程機具（國家地理頻道所播出的資訊有誤），導致2名地面人員以及63名乘客與機組人員死亡。航班由一架波音737-204C運行，註冊號為LV-WRZ。

## 外部連結
（西班牙文）INFORME FINAL,LAPA, Vuelo 3142,Boeing 737-204C LV-WRZ,Aeropuerto Jorge Newbery (Sector externo próximo a cabecera 31),Ciudad Autónoma de Buenos Aires, Argentina,31-Agosto-1999 -JIAAC